# 卢绛
卢绛（10世纪—976年6月8日），字晋卿，宜春人，一作南昌人。五代十国时期南唐大将，亡国后被北宋处决。

## 生平

### 年少无行
本名卢衮，自称歙州刺史卢肇之后。其父效力晚唐镇南军节度使鍾傳，获署舘驛廵官。卢父有七子，卢衮是次子，后因爱慕春秋时期晋国名臣魏绛而改名。读书稍通大略，喜欢谈论当世利病，但不守规矩，不治产业，与游侠、赌友同游。考进士不中。西京作坊副使尹承諤去吉州上任路过南昌，见卢绛能写会算，辟为回运务计吏。卢绛闲暇时喜欢博弈、角觗，与同好们一起吃饭，后来贫困了，就盗用库金，事发，将被斬首弃市，尹承諤将要抓捕他，他就换了儒服亡命江湖，逃到新淦，客居土豪陈氏家，因赶上大赦得以免罪，与陈氏子弟一起求学。卢绛喜欢纵横家、兵家學說，日夜射猎，陈氏察觉他不是儒生，以朝廷正在访求贤豪为由，准备了丰厚的細軟、行囊把他送走了。
卢绛不得已启程，回乡途中到豐城，与旧友饮酒、赌博，用尽了行囊中的钱，到家后，母亲和兄弟都鄙视、讥笑他。卢绛又羞又愤，闻「庐山白鹿洞书院」之名，前去投靠，与诸葛涛、蒯鼇交好，仍然行为无赖，不听讲读，却从事屠宰贩卖行业，多次胁取富有而吝啬的舍友的金錢，侮辱弱者。又持械进山，抢劫富商。曾下山拜师，有僧人待客不周，卢绛就拿禁物栽赃诬陷僧人，勒索财物。人们對他感到苦惱，将他和诸葛涛、蒯鼇并称“庐山三害”，学官们也不敢违抗他们。朱弼为国子助教后，以礼法治理，升堂讲说，卢绛等愧服。朱弼将要抓卢绛等人治罪，卢绛又逃走。卢绛等人离开后，四方来书院的学生达到以前的数倍。卢绛逃到金陵，找旅店投宿，钱用完了，又去润州，两地往返，遭遇大寒，他仗着自小有膂力，平地跃起折下檐角当柴烧以御寒。有守粮仓的官吏看到了，认为他是壮士，请他回家。很久之後爆發饥荒，该吏不能自給自足，就让卢绛跳上粮仓顶，从气楼（建于米仓等屋顶的通风通气小楼）进粮仓偷官米，一晚上往返数十次。一夜，卢绛看到一个高个子已经站在粮仓之中，奋力搏斗才将其制服捆绑，却发现其实是一个冷得像冰铁的柱子，不久就不见了，卢绛吓得跑了出去，就得了疟疾。
一个多月后，卢绛没有钱了，病也重了。有一天，他梦见穿着真珠衣服的美貌白衣女子，拿着甘蔗汁，唱着《菩萨蛮》劝他喝完，说吃了就能病愈。歌词说：“玉京人去秋蕭索，畫簷鵲起梧桐落。欹枕悄無言，月和殘夢圓。背燈惟暗泣，甚處碪聲急。眉黛小山攢，芭蕉生暮寒。”次早，卢绛去买甘蔗，因差了一镪钱，就用怀中的一册《唐韵》抵钱。小贩说自己不需要此书，但出于同情给了他数根甘蔗。卢绛吃了甘蔗，次早病愈，但没有钱了，因而默然不自持。数夜后，他又梦见同一个女人，自称“玉真”，说“太尉富贵时可去都城，妾有一首诗、一缗钱，助你成行，十年后孟家陂（一作固子坡）见”，并唱出那首诗：“清風良月夜深時，箕帚盧郎恨尚遲。他日孟家陂上約，再來相見是佳期。”说完就走了。卢绛惊醒，不知女子为何称他为太尉，又惘然不知道孟家陂在哪，辗转反侧，忽然在卧室旁捡到一緡钱，因而自負，襟怀豁然。

### 效力南唐
久后，卢绛上书后主论事，请求在润州和壁澗之间的数处要冲建立营寨、屯兵驻守、广设备御，一共写了数十件事，等待数日，无果。卢绛素有辩才，为人敏捷，又写了信拜访枢密使陈乔，口述自己上书的内容，词辨纵横，交谈数日后，陈乔耸然以为异，用为本院承旨，命令他领着一百个士兵，陈说利害，经营制度，颇有政绩。转授沿江诸屯兵马监押兼巡检。卢绛招募懂得行船和水道的亡命少年马雄、王川军、张三十四等数十人，用为偏裨将校，统领士兵，号令严明，学习水战，用金鼓、旌旗教他们阵法，行军如飞。一次有一艘船反应稍迟，卢绛就斩了船长。卢绛的水军可以冒着巨浪作战，卢绛以善战闻名，在海门迎战吴越军，屡次俘获累积数百舟舰、數萬石盐，獻给後主。后主賞其功，拜为上柱國。
开宝年间，卢绛秘密劝说后主：吴越国是仇敌，也是南唐的腹心之疾，以后必定为宋朝向导，帮助宋朝为掎角之势攻打南唐。卢绛说自己屡次与吴越交战，知道吴越国易于攻取，建议出其不意消灭它。后主说不敢消灭宋朝的附庸国，怕宋朝讨伐。卢绛又献计，由他诈称据宣歙叛唐，后主再以平叛为由贿赂吴越借兵，吴越一定出兵，等吴越军来了，唐军就拒敌，卢绛袭其后，可灭吴越，国威大振，宋军也不敢动。后主不听。
宋朝攻打南唐，攻克池州，后主急召卢绛回京，任为凌波军都虞候、城外沿江都部署，率水军前去守御被宋军攻打的秦淮水栅，屡战屡胜。诸将皇甫继勋、郑彦华忌恨他的能力，一起劝说后主让他出去援救被宋朝和吴越合兵攻打的润州。后主于是授卢绛为昭武军节度留后（治抚州，可见其未赴任），率水军救润州。卢绛率一百艘战船组成八字阵。宋将曹彬等认出是卢绛的军队，打开包围圈放他出城。卢绛弃船步战，三次打败吴越军，后主拜卢绛为太师。宋将刘蒙正率精甲百人与卢绛交兵，左肋中流矢仍然力战。卢绛率八千人在润州城下列阵，宋军不敢进逼，卢绛于是解围，入城拒守。后来宋军进攻金陵，局势愈发危急，后主数次下诏召回卢绛，被左右阻止。
后来镇海军节度使刘澄图谋趁议事斩了卢绛，举城投降。卢绛觉察到了，与刘澄彼此猜忌提防。卢绛对一名禆将发怒，刘澄私下对禆将说卢绛要杀他，劝说裨将杀了卢绛投降。裨将说只担心自己家在都城，刘澄说事急就该谋划，自己也顾不得自家百口。刘澄找不到杀卢绛的机会，对他说都城很危急，万一失守，守润州就没有意义了。卢绛知道润州必失，嘱托刘澄身为守将不可弃城，表示自己应该赴难。当夜，刘澄遣禆将出城投降，卢绛率部下骑马杀出，想突破宋军包围回到都城金陵，因包围坚固不能杀入而出逃。宣州叛乱，后主授卢绛宁国军节度使，命他平乱。卢绛平定叛乱，在宣州自守。

### 归顺被杀
金陵失守，各郡守將都投降宋朝，卢绛却不肯。开宝九年（976年）正月，卢绛招募骁勇千余人，想由宣、歙南下占据闽中，沿海聚兵。他派建州刺史陈德诚等告谕地方。卢绛路过歙州，刺史龚慎仪因为已经降宋，闭城拒守，卢绛怒责龚慎仪不念故人之情，遣禆将马雄攻城，破城后龚慎仪出城被马雄所杀。卢绛劫持龚慎仪的两个女儿同行，到邵武王堂香严寺，置酒豪饮，二女在寺后小墩自缢，后人称之为烈女台。卢绛聚众万余，焚掠州县。宋太祖派李继隆去招降，又派卢绛的弟弟卢袭拿着诏书去招降，劝说他罢兵入朝。卢绛召集将校商议，王川军等都厉声拒绝。卢绛想杀了卢袭以明自己不屈之意，卢袭秘密劝他念及老母和全族三百口。卢绛犹豫。宋军先锋曹翰派使者拿着铁券前来，卢绛于是和马雄、张三十四等数十人趁夜逃走，余众溃散。卢绛最后还是投降了，被曹翰派人护送到汴京。宋太祖问他为何不早投降，他回答受李后主厚恩，只知道效力李后主，不知道效力宋帝。太祖说李煜已经投降，卢绛说自己不敢归顺，是因为李煜不曾受封王爵。太祖认为他说的都是忠臣之言，授冀州团练使。
数日后，卢绛入朝受命，曹翰也入朝，马雄在外候命。龚慎仪兄長之子赞善大夫龚颖看到卢绛和马雄，用玉板打他们，抓着卢绛到殿陛诉寃，骂道：卢绛和马雄冤杀我叔父。太祖怒而诘问卢绛。当初曹翰军的先锋攻破宣、歙二州时，没有得到卢绛的金帛贿赂，于是曹翰入奏说卢绛是奸贼，让他活下来只能是后患，更不可让他在冀州边郡手握重权。太祖下诏治卢绛的罪，处斩。枢密使曹彬说卢绛才略可用，希望免其一死。宋太祖说卢绛貌似降而叛归的侯霸荣，不可留下，于是五月在西市处斩。卢绛说宋太祖以小罪斩杀他，就是背弃了免死的铁劵誓书，是失信。太祖否认自己失信，说是为龚慎仪杀贼。卢绛将被押解到梁门，正逢一个白衣妇女被押来，姿貌像卢绛之前梦见的女人。卢绛叹道：“玉真你怎么也到了这个地步？”这个因淫乱将和卢绛一起被处决的女人果然叫耿玉真。监斩的呼延赞问其缘故，卢绛说了。临刑时，卢绛又对呼延赞说皇帝处决伪政权节度使应该要有毡褥，呼延赞派人骑马上奏，太祖赐其毡褥。卢绛问孟家陂在哪，刽子手说正是刑场所在。臨斬當時，距離卢绛的異梦，剛好十年。卢绛叹道：昔日的梦都应验了，死了也无恨了。葬于夷门山。
先前卢绛传檄到建州，建州通判查元方杀了卢绛的使者。宋太祖得知很高兴，提拔查元方为殿中侍御史、知泉州。
另外郑瑗《井观琐言》认为宋太祖既然追赠韩通、任用卫融、张洎，未必肯因为龚颖而杀卢绛，如卢绛降宋，句容人也不该为他立祠，认为卢绛应该是抗宋兵败而亡。

## 纪念
句容县东阳镇市东有卢大王庙，即祭祀卢绛的祠堂。

## 家族
卢绛之孙卢器有文才，在宋朝进士及第。

## 评价
- 《十国春秋》：卢绛鲜克有终，而才略纵横，倔强不屈，始亦有足取者焉！[3]